# Нагорное (Брестская область)
Наго́рное (бел. Нагорнае) — деревня в Барановичском районе Брестской области Белоруссии. Входит в состав Вольновского сельсовета. Население — 26 человек (2023).

## География
Деревня расположена между автодорогами Р2 и М1, в 24 км по автодорогам к северо-востоку от Барановичей и в 8 км по автодорогам к юго-юго-востоку от центра сельсовета, агрогородка Вольно. Имеется кладбище и сельскохозяйственная производственная зона, включающая в том числе зерносклад, зерноочистительный комплекс и два телятника.

## История
Обозначена на карте Шуберта первой половины XIX века. По переписи 1897 года — деревня Черниховской волости Новогрудского уезда Минской губернии, 28 дворов. В 1905 году произошло стихийное выступление селян, которые самовольно вырубали леса помещиков. В 1909 году — 32 двора.
После Рижского мирного договора 1921 года — в составе гмины Чернихово Барановичского повета Новогрудского воеводства Польши. По переписи 1921 года в деревне проживало 248 человек (116 мужчин, 132 женщины) в 41 жилом здании, все белорусы (по вероисповеданию — 236 православных и 12 римских католиков).
С 1939 года — в составе БССР. В 1940—1962 годах — в Городищенском районе Барановичской, с 1954 года Брестской области. Затем в Барановичском районе.
В период Великой Отечественной войны с конца июня 1941 года до начала июля 1944 года была оккупирована немецко-фашистскими захватчиками. На фронтах погибли 5 сельчан.

## Население
По состоянию на 1 января 2023 года в деревне проживало 26 человек в 21 хозяйстве, в том числе 1 моложе трудоспособного возраста, 12 — в трудоспособном возрасте и 13 — старше трудоспособного возраста. 
| Численность населения (по переписи) | Численность населения (по переписи) | Численность населения (по переписи) | Численность населения (по переписи) | Численность населения (по переписи) | Численность населения (по переписи) | Численность населения (по переписи) | Численность населения (по переписи) |
| 1897                                | 1909                                | 1921                                | 1939                                | 1970                                | 1999                                | 2009                                | 2019                                |
| ----------------------------------- | ----------------------------------- | ----------------------------------- | ----------------------------------- | ----------------------------------- | ----------------------------------- | ----------------------------------- | ----------------------------------- |
| 184                                 | ↘172                                | ↗248                                | ↗283                                | ↘139                                | ↘99                                 | ↘53                                 | ↘20                                 |